# Raión de Rognédino
El raión de Rognédino (ruso: Рогне́динский райо́н) es un distrito administrativo y municipal (raión) ruso perteneciente a la óblast de Briansk. Se ubica en el norte de la óblast. Su capital es Rognédino.
En 2021, el raión tenía una población de 6277 habitantes.
El raión limita al noroeste con la óblast de Smolensk y al noreste con la óblast de Kaluga.

## Subdivisiones
Comprende el asentamiento de tipo urbano de Rognédino (la capital distrital) y los asentamientos rurales de Vóronovo, Selilovichi (con capital en Snópot), Tiunino, Fiódorovskoye (con capital en Gobiki) y Sharovichi. Estas seis entidades locales suman un total de 88 localidades.